# Войт
Войт (пол. wójt, бел. войт, укр. війт, родственно немецкому слову фогт Voigt, «фойгт», которое происходит от лат. advocatus — призванный на помощь) — староста, в городах Великого княжества Литовского и Речи Посполитой, основанных на магдебургском праве, в XV — XVIII веках выбираемое (обычно из зажиточного населения) служебное лицо, которое возглавляло магистрат. 

## История
Должность войта сначала была наследственной, но со временем стала выборной. За свою службу войт брал часть налогов и судебных оплат.
В функции войта входили общая администрация, управление городской собственностью и судебные функции, выполняемые с помощью главы присяжных. Свою власть войт делил с городским советом, на выбор которого он имел влияние.
На территории современной России войтовские уряды существовали в Смоленском воеводстве в XVII в. Городских войтов назначал король; во всех известных случаях эту должность занимали шляхтичи.
Войтов в городах Польской Украины утверждал гетман. На Левобережной и Слободской Украине войты (старосты) были и в сёлах, где их избирала сельская община.
Должность войта существовала в сёлах на Юге России до XVIII века, а в городах — до отмены Магдебургского права в начале XIX века.
В Галиции в составе Австро-Венгрии войт возглавлял сельскую общину, а на землях, входивших в 1921 — 1939 годах в состав Польши, войтом назывался руководитель наименьшей административно-территориальной единицы — гмины. 

## Производные и словообразование
От этого слова происходят славянские фамилии — производные от Войт:
- Вайтович
- Вийтович
- Войта
- Войтенок
- Войтенко
- Войтес
- Войтех
- Войтехов
- Войтехович
- Войтулевич
- Войтеховский
- Войтков
- Войтов
- Войтович
- Войтешик
- Войтешенко
- Войтыла
- Войтяхов
- Войцех
- Войцеховский
- Пустовойт
- Пустовойтов
- Пустовойтенко
- Старовойт
- Старовойтов
- Старовойтенко
- и другие.

Большинство носителей этих фамилий проживают в современных Польше, Украине, России, Литве и Белоруссии.